# 教育署
教育署（英語：Education Department）為一個已經被合併的香港政府部門，於2003年1月1日與教育統籌局合併成為新的教育統籌局，現時稱為教育局。

## 歷史
教育署前身為於1865年6月30日成立的教育司署。1980年11月，根據《麥健時報告書》的建議，教育司署分拆為負責政策制定的布政司署教育科以及負責政策執行的教育署。
1982年，職業訓練局成立，原屬教育署的職業訓練事務轉交職訓局負責。
1994年9月1日，教育署延續教育部轄下的五所教育學院併入香港教育學院，並在22年後升格為香港教育大學，自此教育署不再管理任何專上院校。
2000年1月1日，原先隸屬於教育署的音樂事務處撥歸康樂及文化事務署管轄。
2003年1月1日，由於香港特區政府財政赤字嚴重，政府需要精簡人手，所以實行「局署合併」，把轄下的教育署及教育統籌局合併為新的教育統籌局。

## 歷任首長
- 教育署署長[註 1]
  - 許瑜（Colvyn Hugh Haye，1980年─1984年）
  - 梁文建（1984年─1987年）
  - 李越挺（1987年─1992年）
  - 黃星華（1992年─1994年）
  - 林煥光（1994年─1996年）
  - 余黎青萍（1996年─1998年）
  - 羅范椒芬（1998年─2000年）
  - 張建宗（2000年─2002年）
  - 李慶煇（2002年─2003年）